# Peritassa laevigata
Peritassa laevigata är en benvedsväxtart som först beskrevs av Johann Centurius Hoffmannsegg och Link, och fick sitt nu gällande namn av Albert Charles Smith. Peritassa laevigata ingår i släktet Peritassa och familjen Celastraceae. Inga underarter finns listade.